# Trochamminoidea
Trochamminoidea, previamente denominada Trochamminacea, es una superfamilia de foraminíferos bentónicos aglutinados del suborden Trochamminina, y del orden Trochamminida. Su rango cronoestratigráfico abarca desde el Carbonífero superior hasta la Actualidad.

## Discusión
Clasificaciones previas incluían Remaneicidae en el suborden Textulariina del orden Textulariida. Otras clasificaciones lo han incluido en el orden Lituolida.

## Clasificación
Trochamminoidea incluye a las siguientes familias:
- Familia Trochamminidae
- Familia Adercotrymidae
- Familia Remaneicidae

Las familias (Trochamminidae y Remaneicidae) de la tradicional Superfamilia Trochamminoidea fueron elevadas a superfamilias, por lo que esta última quedaría restringida a las Familias Trochamminidae y Adercotrymidae.